# 西营乡
西营乡，是中华人民共和国河北省石家庄市栾城区下辖的一个乡镇级行政单位。

## 行政区划
西营乡下辖以下地区：
西营村、东营村、黄家辛庄村、吴家辛庄村、张家辛庄村、沿村、河西村、郭家庄村、宿村、西吕村、北贾村、南贾村、北安乐村、南安乐村、周家庄村、水磨头村、前小梅村、后小梅村、小孙村、大孙村、赵家庄村、石板桥村、龙门村、段家庄村、小代梅村、连代梅村、王代梅村、西郭村、前牛村、后牛村、吴郭村、南王庄村和关家庄村。